# 만세 Venus
〈만세 Venus〉(バンザイVenus 반자이 비너스[*])은 일본 아이돌 그룹 SKE48의 다섯 번째 싱글이며, CROWN GOLD에서 발매된 네 번째 싱글이다.